# 에밀리아니아 훅슬레이이

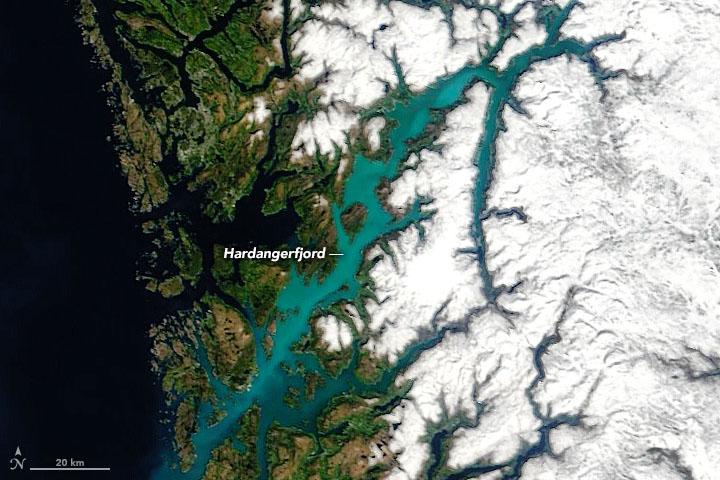
노르웨이 하르당게르피요르드에서의 에밀리아니아 훅슬레이이 대증식(2020년 5월).

에밀리아니아 훅슬레이이(학명: Emiliania huxleyi)는 석회비늘편모류에 속한 종으로, 적도부터 아극지까지, 영양분이 풍부한 용승 지역부터 빈영향 환경까지 거의 모든 지역에 존재한다. 바다의 유광층에 존재하는 수많은 식물성 플랑크톤 중 하나로, 해양 먹이 그물의 기반을 차지한다. 에밀리아니아 훅슬레이이는 여름에 수온약층이 변화할 때 영양분이 거의 없는 지역에서 대증식이 일어난다는 특징이 있다. 다른 석회비늘편모류와 마찬가지로 코콜리드라고 불리는 석회질 껍질로 덮인 단세포 생물이며, 코콜리드는 많이 존재하지만 완전히 덮은 코코스피어 형태는 드물다. 에밀리아니아 훅슬레이이는 잘 분해되지 않는 알케논을 합성해, 껍질에 더해 '부드러운' 부분이 침전물에 기록될 수 있다는 특징이 있다. 알케논은 과거의 표층 해수 온도를 추정할 때에도 사용하기 때문에, 고기후학적 가치도 갖고 있다.

## 개관
에밀리아니아 훅슬레이이의 이름은 최초로 해저 침전물을 연구해 코콜리드를 발견한 토머스 헨리 헉슬리와 체사레 에밀리아니의 이름을 따서 붙여졌다. 에밀리아니아 훅슬레이이는 약 27만 년 전 게피로캅사속에서 진화하여 약 7만 년 전부터 주요 식물성 플랑크톤 집단을 차지한 것으로 추정하고 있으며, 석회비늘편모류 중 가장 많고 넓게 분포하는 종으로, 코콜리드 모양에 따라 7개 다형으로 나눈다. 코콜리드는 보통 투명하고 무색이지만, 물에서 빛을 잘 굴절시키는 석회질로 구성되어 있어, 우주에서 관측했을 때 대증식을 쉽게 식별할 수 있다. 위성에서 촬영한 대증식의 넓이는 10,000 km2 이상까지 커지며, 선박에서 측정한 결과 이러한 대증식 환경에서 에밀리아니아 훅슬레이이가 주요 종이라는 사실이 밝혀졌다. 에밀리아니아 훅슬레이이는 제임스 러브록이 주장한 가이아 이론의 영감으로 작용했다.

## 분포
에밀리아니아 훅슬레이이는 만연종으로 분류된다. 석회비늘편모류 종 중 생존 가능한 온도 범위가 가장 넓으며(1~30 °C), 빈영향(아열대 환류)부터 부영양화(용승 지역/노르웨이 피오르)까지 모든 환경에서 관찰되었다. 또한, 해수 표면부터 200 m까지 분포한다는 점에서, 빛이 적거나 빛의 변화가 심한 환경에서도 생존할 수 있음을 유추할 수 있다. 결과적으로 에밀리아니아 훅슬레이이는 북극해부터 남극해까지, 해안부터 심해까지 넓은 범위에서 서식하며, 이 조건이 만족하는 지역에는 거의 확실하게 서식하고, 총 석회비늘편모류 개체수 중 20~50% 가량을 차지한다.
대규모 대증식이 일어나는 지역에서 에밀리아니아 훅슬레이이는 해당 지역의 식물성 플랑크톤 수의 75% 이상을 차지할 정도까지 개채 수가 증가하며, 대증식 시 전지구적 기후에 영향을 끼칠 수 있는 탄산 칼슘과 디메틸설파이드를 대량으로 공급한다. 대증식이 일어나면 코콜리드가 반사하는 빛의 양이 증가해, 해수 표면이 하얗게 보이게 된다. 이를 이용해 위성 사진을 이용하여 대증식 지역을 찾을 수 있다.
에밀리아니아 훅슬레이이 대증식은 해양의 반사율에도 영향을 준다. 빛의 산란이 증가하면 깊이당 빛이 지나가야 하는 경로가 증가하여, 빛의 흡수가 늘어 해수의 온도가 상승하게 된다. 또한, 해저층에 도달하는 빛의 양을 변화시킴으로서, 다른 석회비늘편모류와 마찬가지로 다른 식물성 플랑크톤의 생산성을 감소시킨다.

## 생명지구과학적 영향

### 기후 변화
다른 식물성 플랑크톤과 마찬가지로 에밀리아니아 훅슬레이이는 광합성을 통해 이산화 탄소를 흡수한다. 하지만 모든 석회비늘편모류는 석회를 만드는 과정에서 이산화 탄소를 생성하기 때문에, 에밀리아니아 훅슬레이이 또한 이산화 탄소를 해양에서 배출시키는 요인으로 작용할 가능성이 있다. 이산화 탄소를 흡수하는지, 해양 산성화와 어떠한 관련이 있는지는 아직 확실히 밝혀지지 않았다.

### 해양 온도 유지
에밀리아니아 훅슬레이이 대증식으로 인해 발생하는 태양광 산란은 태양빛을 반사시킴으로서 열이 대기 중으로 다시 돌아가게끔 하며, 동시에 남은 열이 해양 표면에 붙잡히게끔 한다. 대기와 열을 교환하는 것은 해양 표면이기 때문에, 장기적으로 보면 해수의 온도를 낮추는 효과가 있다. 이 효과가 긍정적인지 부정적인지, 얼마나 중요한지에 대한 통일된 견해는 아직 존재하지 않는다.

## 사진

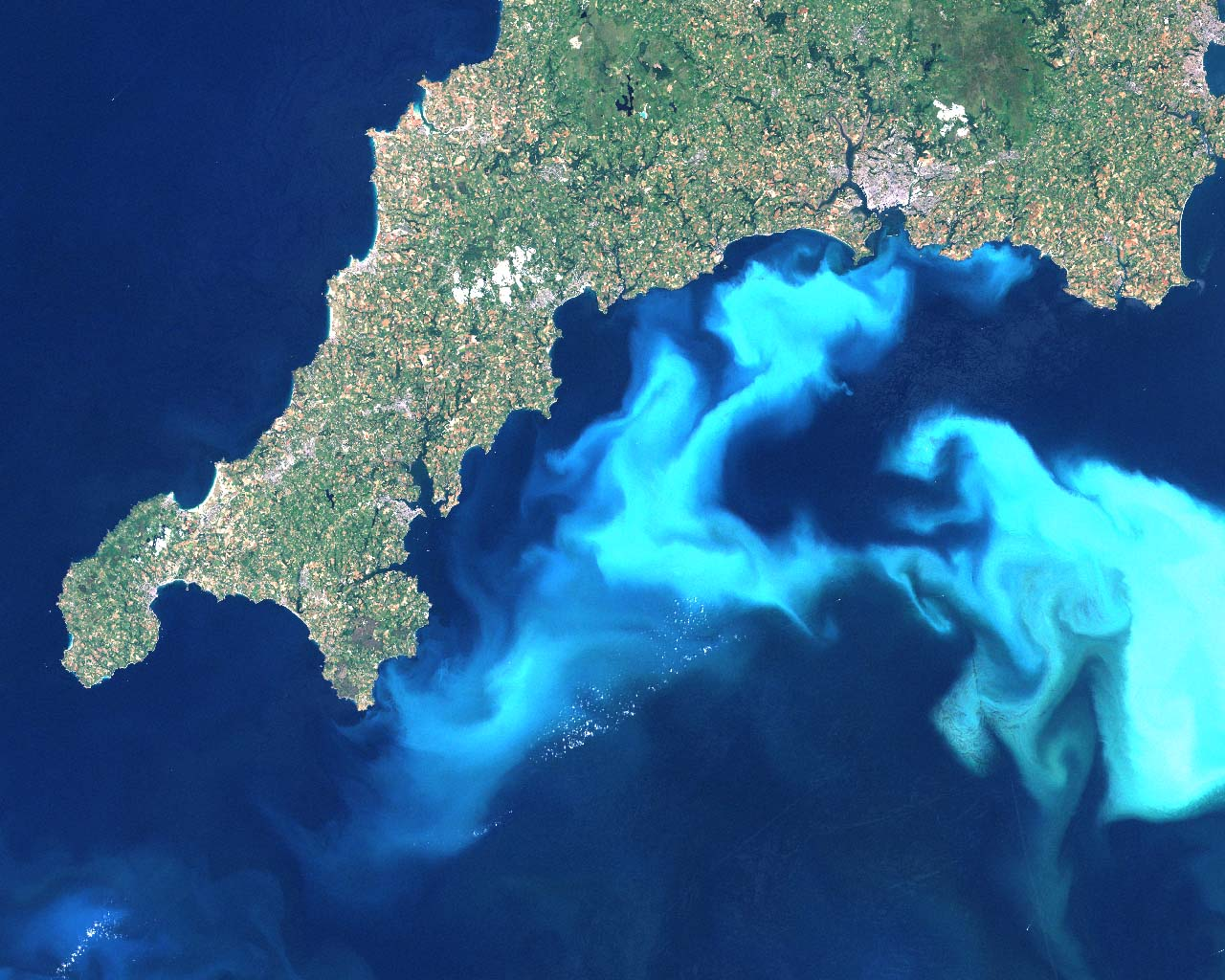
1999년 영국 해협에서의 에밀리아니아 훅슬레이이 대증식을 랜드샛 위성이 촬영한 사진.
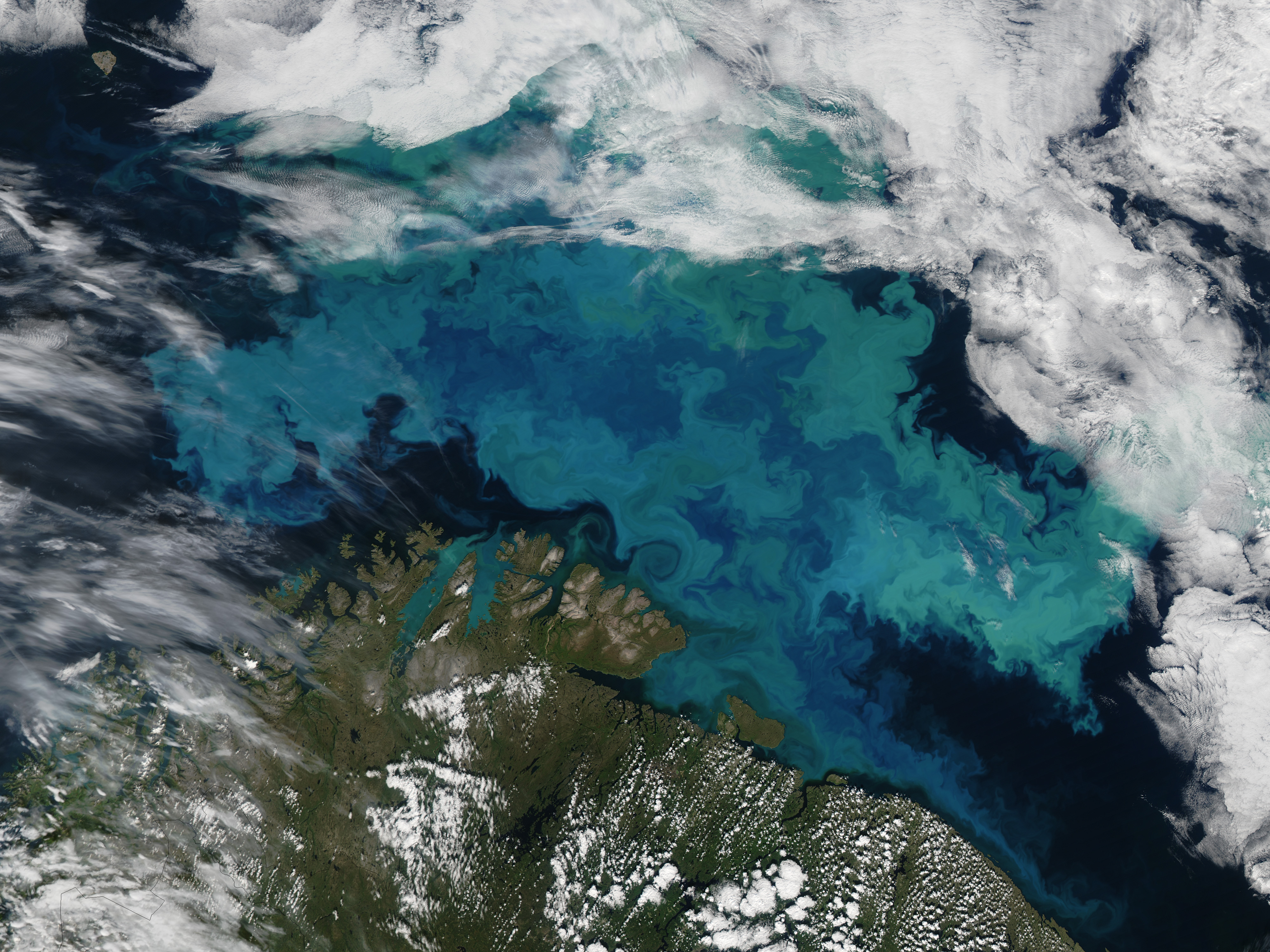
바렌츠해에서의 에밀리아니아 훅슬레이이 대증식.

## 같이 보기
- 다이메틸설포니오프로피오네이트